# Dythemis sterilis
Dythemis sterilis is een libellensoort uit de familie van de korenbouten (Libellulidae), onderorde echte libellen (Anisoptera).
De wetenschappelijke naam Dythemis sterilis is voor het eerst geldig gepubliceerd in 1861 door Hagen.